# Viste härad
Viste var ett härad i nordvästra Västergötland, vars område numera utgör delar av Essunga, Grästorps och Vara kommuner.  Häradets areal var 307,72 kvadratkilometer varav 306,32 land. 

## Geografi
Området ligger kring Nossan mellan Nossebro och Grästorp samt kring Lannaån. Det består till större delen av utpräglad jordbruksbygd med bördig slätt i nordväst kring Grästorp, efter hand övergående i småkuperad skogsbygd i sydväst och uppåt Kedumsbergen utmed den sydöstra gränsen.

## Häradsting
Häradsting hölls omväxlande i Bäreberg , Hyringa, Ulfstorp och Olunda under 1600-talets första hälft. År 1654 beslöts att krog och tingsstuga skulle snarast byggas i Olunda då denna by låg fördelaktigt vid landsvägen. Tingen hölls emellertid mest i Hyringa och blev först från hösttinget 1684 slutligen förlagt till Olunda. År 1672 beslöts att slå samman Viste och Åse häradsting. Både Olundas tingshus och Åse härads tingshus i Rudberga var i förfallet skick och tydligen saknades medel att rusta upp dem. De gamla tingshusen försåldes och gemensamma ting varvades mellan Tängs by i Åse härad och säteriet Frugården i Viste. År 1776 fattades gemensamt beslut att tingen skulle hållas i Grästorp, samt att där uppföra nytt tingshus. Detta skulle varit genomfört till år 1779 och till dess hölls tingen i Hyringa. Till den nya lokalen gjorde murmästare Johan Gottlieb Günter ritning. Byggnaden uppfördes av timmer, brädfodrad och rödfärgad, samt försågs med tegeltak. Den innehöll förstuga, sal, fyra kamrar och kök, samt två vindskamrar. Fram till 1812 hade häraderna skilda tingsförhandlingar, men utgjorde därefter gemensamt tingslag. Vid år 1889 förordnades att Viste, Åse, Barne och Laske härader skulle utgöra ett tingslag med tingsställe i Vara köping. Detta skedde först år 1897 då ett nytt tingshus stod färdigt i Vara. Det gamla tingshuset i Grästorp fanns kvar till år 1929.

## Socknar
I nuvarande Essunga kommun:
- Bäreberg
- Främmestad
- Malma

I nuvarande Vara kommun:
- Levene före 1889 även delar i Kållands och Barne härader
- Slädene före 1890 i Kållands härad
- Sparlösa

I nuvarande Grästorps kommun:
- Bjärby
- Flakeberg
- Hyringa
- Längnum
- Tengene
- Trökörna

Samt Grästorps köping

## Län, fögderier, domsagor, tingslag, tingsrätter och stift
Häradet hörde mellan 1634 och 1998 till Skaraborgs län, därefter till Västra Götalands län.  Församlingarna i häradet tillhörde Skara stift.
Häradets socknar hörde till följande fögderier:
- 1686-1866 Läckö fögderi
- 1867-1945 Barne fögderi
- 1946-1966  Vara fögderi
- 1967-1990 Lidköpings fögderi
- 1967-1990 Skara fögderi för Sparlösa, Malma, Främmestads, Bärebergs och Slädene socknar

Häradets socknar tillhörde följande domsagor, tingslag och tingsrätter:
- 1680-1811 Viste tingslag i
  - 1680-1777 Kinnefjärdings, Kinne, Kållands, Åse, Viste och Skånings häraders domsaga
  - 1778-1811 Åse, Viste och Kållands häraders domsaga med Barne härad från 1810
- 1812-1896 Åse och Viste tingslag i
  - 1812-1863 Åse, Viste, Barne och Kållands häraders domsaga
  - 1864-1896 Åse, Viste, Barne och Laske domsaga
- 1897-1970 Åse, Viste, Barne och Laske domsagas tingslag i Åse, Viste, Barne och Laske domsaga

- 1971-1973 Vara tingsrätt och dess domsaga
- 1974-2009 Lidköpings tingsrätt och dess domsaga
- 2009- Skaraborgs tingsrätt och dess domsaga